# Facundo Ariel Silva Scheeffer
Facundo Ariel Silva Scheeffer (Artigas, 4 luglio 1996) è un calciatore uruguaiano, portiere del Pirata FC.

## Carriera

### Club
Cresciuto nel settore giovanile del Danubio, ha esordito il 20 marzo 2016 in occasione del match di campionato perso 2-1 contro il Sud América.